# Stenetrium proximum
Stenetrium proximum is een pissebed uit de familie Stenetriidae. De wetenschappelijke naam van de soort is voor het eerst geldig gepubliceerd in 1907 door Giuseppe Nobili.